# Užgorod
Užgorod (ukrajinski, rusinski i ruski: Ужгород, mađarski: Ungvár, njemački: Ungwar, češki i slovački: Užhorod) je grad u zapadnoj Ukrajini središte Zakarpatske oblasti.

## Povijest
Arheološki nalazi pokazuju da su se ovdje Slaveni doselili u 8. i 9. stoljeću. Grad je osnovan u Velikomoravskoj Kneževini i prvi put se spominje 903. U periodu 10-11. stoljeća, Užgorod je bio u jugozapadnom dijelu Kijevske Rusi. Sredinom 11. stoljeća grad su zauzeli Mađari. Od ovog vremena, grad je bio u Mađarskoj, Austriji ili Austro-Ugarskoj sve do 1918-1919.
Karpato-Ukrajina je Mirovnim ugovorom u Trijanonu 1919. dodijeljena Čehoslovačkoj. Bečkim dogovorom od 1938. godine, Užgorod i njegova okolica je pripala Mađarskoj.
Crvena armija je zauzela Užgorod 27. listopada 1944. Od 1946. Zakarpatska Ukrajina je administrativno pripojena sovjetskoj Ukrajini.

## Zemljopis
Užgorod se nalazi u središnjoj Ukrajini na rijeci Už, udaljena 630 km od Kijeva, 	854 km željeznicom i 782 km cestom.

## Stanovništvo
Po službenom popisu stanovništva iz 2001. godine grad je imao 115.600 stanovnika, prema procjeni stanovništva iz 2004. godine grad je imao 	111.300 stanovnika.
Prema popisu stanovništva iz 1910. godine grad imao 16.919 stanovnika, od čega 13.590 (80,3%) Mađara, 1.219 (7.2%) Slovaka, 1.151 (6,8%) Nijemaca, 641 (3,8%) Rusina i 1,6% Čeha.  U isto vrijeme, općinsko područje grada imalo je 10.541 stanovnika (39,05%) Mađara, 9.908 (36,71%), Slovaka i 5.520 (20,45%) Rusina.

### Etnički sastav
Po službenom popisu stanovništva iz 2001. etnički sastav je sljedeći:
- Ukrajinci (77,8%)
- Rusini (9,6%)
- Mađari (6,9%)
- Slovaci (2,2%)
- Romi (1,5%)

## Gradovi prijatelji
| - Jarosław, Poljska - Krosno, Poljska - Darmstadt, Njemačka - Corvallis, Oregon, SAD - Satu Mare, Rumunjska - Rîbnița, Moldova |  | - Česká Lípa, Češka - Moskva, Rusija - Orel, Rusija - Békéscsaba, Mađarska - Nyíregyháza, Mađarska - Košice, Slovačka |

## Poznate osobe
- János Erdélyi, mađarski pisac
- József Szabó, sovjetski nogometaš
- Sergije Glumac, hrvatski likovni umjetnik, grafičar, pionir grafičkog dizajna i scenograf

## Galerija
- Sinagoga
- Užgorodski dvorac
- Drvena crkva

## Vanjske poveznice
- Službena stranica grada  Arhivirana inačica izvorne stranice od 10. siječnja 2003. (Wayback Machine)

### Ostali projekti
|  | Zajednički poslužitelj ima još gradiva o temi Užgorod |